# 陈克寒

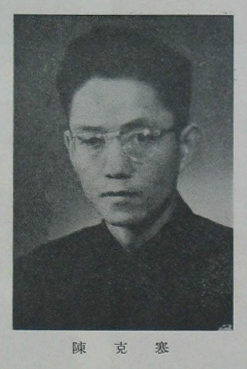

陈克寒（1917年7月—1980年7月10日），浙江慈溪（今宁波）人，前新华社总社社长兼总编辑。

## 生平
1934年，加入中国左翼作家联盟。1934年，加入中国共产党。1936年，西安事变发生后，就职于红色中华通讯社。1937年，就职于延安新华通讯社总社。陈克寒在延安参与创办了《解放》周刊。
曾先后担任汉口《新华日报》驻华北特派记者，《新华日报》华北版社长兼总编辑，新华总社广播科科长，新华总社第一副社长兼副总编辑，中共中央中原局宣传部副部长，新华社中原总分社社长，中原大学新闻班主任等职务。
1948年，到新华社总社就职。1949年后，先后担任新华社总社社长兼总编辑，中央人民政府出版总署副署长，中华人民共和国文化部副部长，中共北京市委书记处书记，北京市政协副主席，北京市人大常委会副主任等职务。
文化大革命期间，遭受冲击。1980年，在北京逝世,終年63歲。

## 著作
- 《晋察冀印象记》